# 棋盘图

5×5棋盘图样

棋盘图（英文：Check pattern），又稱為棋盤紋、格子紋，日本稱市松模樣，是一種普遍存在於全世界的方格型紋樣，一般以黑白兩色為主。棋盤紋的應用範圍極廣，可以作為衣物、器皿、建築的裝飾，甚至可以直接拿來作棋盤用，作為一種基礎型的紋樣，在此之上又發展出千鳥紋、矢絣等更複雜的紋樣。

## 特徵
棋盤紋即国际象棋棋盘上黑白相间的矩形格子平铺图样，是常用的平面图案。
它的用途十分广泛，除纯装饰作用以外，在赛车比赛中使用的赛车旗旗帜常用棋盘图作为主图案；计算机绘图软件如Adobe Photoshop常用棋盘图案来表示阿尔法通道。克罗地亚国徽中的红白相间棋盘图是克国的国家象征，也被称为克罗地亚棋盘图。在音乐领域，棋盘图案常用来代表牙买加斯卡曲风，寓意打破黑人和白人之间的种族隔阂。香港格仔山的棋盘图案被视为启德机场的参照图案。许多国家的出租车也使用棋盘图案涂装。美国DC漫画在20世纪60年代的漫画书上沿统一采用棋盘图案，起到醒目作用。
棋盘图的数学定义如下：给定一个{\displaystyle m}行{\displaystyle n}列的矩阵，定义函数{\displaystyle f(m,n)}，有
{\displaystyle \displaystyle {f(m,n)}={\begin{cases}{\text{true}}&{\text{if}}\ m\wedge 1=1\ {\text{and}}\ n\wedge 1=1\,,\\{\text{false}}&{\text{if}}\ m\wedge 1=1\ {\text{and}}\ n\wedge 1=0\,,\\{\text{false}}&{\text{if}}\ m\wedge 1=0\ {\text{and}}\ n\wedge 1=0\,,\\{\text{true}}&{\text{if}}\ m\wedge 1=0\ {\text{and}}\ n\wedge 1=1\,,\\\end{cases}}}
若对应方格为白色，返回true；为黑色则返回false。{\displaystyle (m,n)=(0,0)}为黑色。